# Síversk
Síversk (en ucraniano: Сіверськ; en ruso: Северск, romanizado: Séversk) es una ciudad ucraniana perteneciente al óblast de Donetsk. Situada en el este del país, forma parte del raión de Bajmut y es centro del municipio de Síversk.

## Geografía
Síversk está a orilla del río Bajmutka (afluente del Donets), 36 km al noroeste de Bajmut.

## Historia
Los primeros restos de la presencia de los cosacos de Zaporiyia cerca del río Bajmutka aparecieron a fines del siglo XVI y principios del XVII. Aquí, en 1851, se formó el pueblo de Chernogorovka, que hoy es un microdistrito de la ciudad. Otro microdistrito hoy en día es Radinovovka, que fue fundado como Staraya Melnitsa por los cosacos en 1768 pasó a formar parte de la dacha de rango del general Radivon Depreradovich. 
El asentamiento, primeramente nombrado como Yama (en ucraniano: Яма; en ruso: Яма), fue fundado en 1913 para facilitar la construcción de la planta de dolomita, en las inmediaciones de la estación de tren construida en 1910. Yama recibió el estatuto de ciudad en 1961 y desde 1973 recibió su nombre actual, Síversk.
El 10 de julio de 2014 las fuerzas ucranianas aseguraron la ciudad, que desde abril de ese año había estado en manos de los separatistas prorrusos.
Tras la invasión rusa de Ucrania de 2022, la ciudad se convirtió en julio en el escenario de una batalla entre las fuerzas rusas, y de la RPD y RPL, contra las fuerzas ucranianas, lo que resultó en la derrota y retirada de las fuerzas rusas.

## Demografía
La evolución de la población de Síversk entre 1939 y 2019 fue la siguiente:
| 5473                                                          | 11 948 | 14 168 | 14 544 | 14 019 | 14 393 | 13 478 | 12 608 | 12 145 | 11 645 | 10 875 | 10 875 |
| (Fuente: Cities & Towns of Ukraine y UKRAINE: Größere Städte) |        |        |        |        |        |        |        |        |        |        |        |

Según el censo de 2001, el idioma ucraniano es mayoritario (76,7%) frente al ruso (22,59%).

## Economía
Las principales actividades económicas son la producción de dolomita, piedra caliza, ladrillo en la fábrica de Stroidetal y otros materiales de construcción.

## Infraestructura

### Atracciones, monumentos y lugares de interés
La ciudad tiene un museo que homenajea al poeta ucraniano Volodímir Sosiura.

### Transporte
Síversk está comunicada por la carretera territorial T-05-13. La ciudad tiene una estación de ferrocarril en el ferrocarril Járkov-Jórlivka, y el ferrocarril Síversk-Rodakove comienza aquí.

## Galería

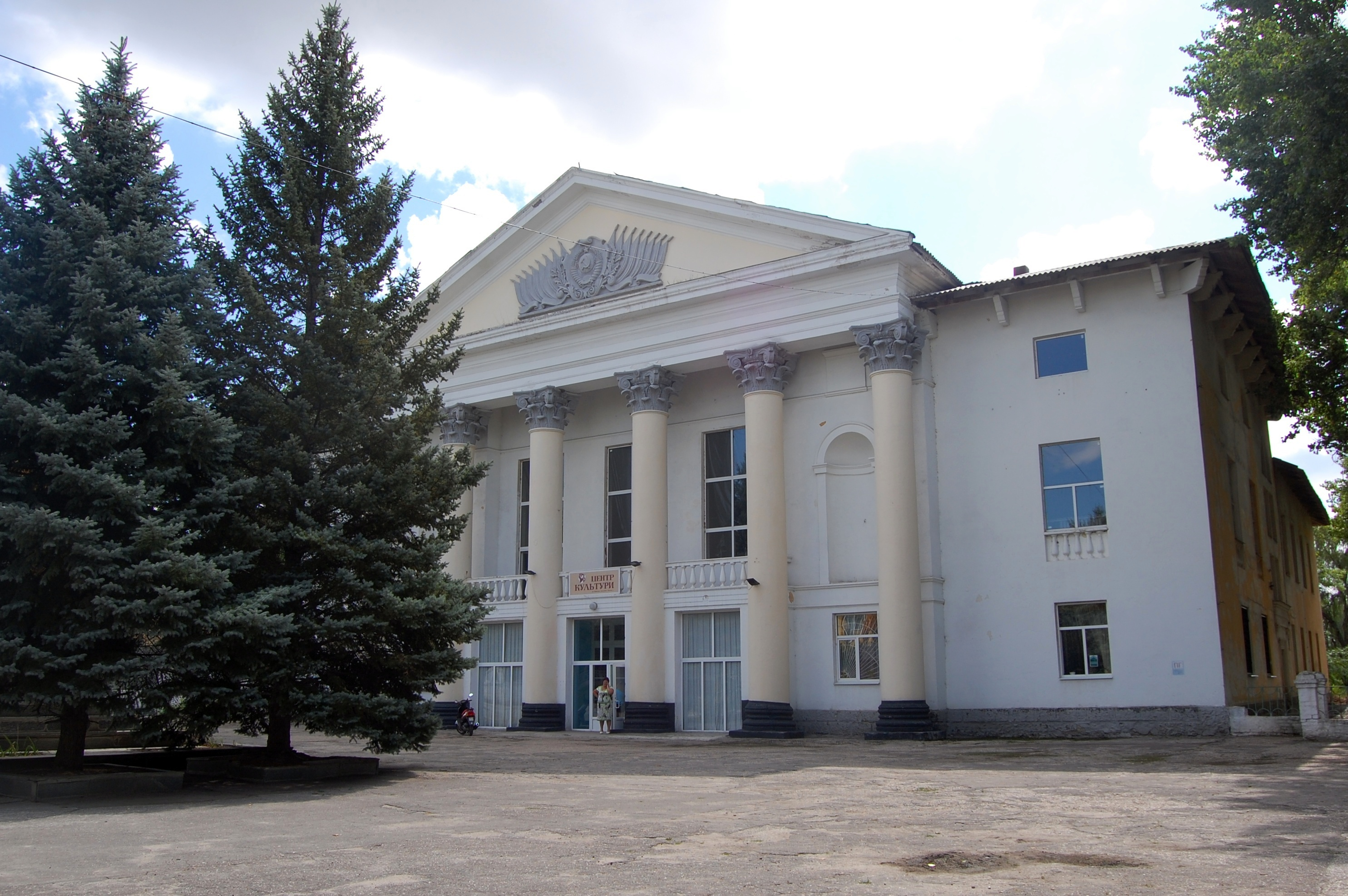
Casa de la cultura de Síversk
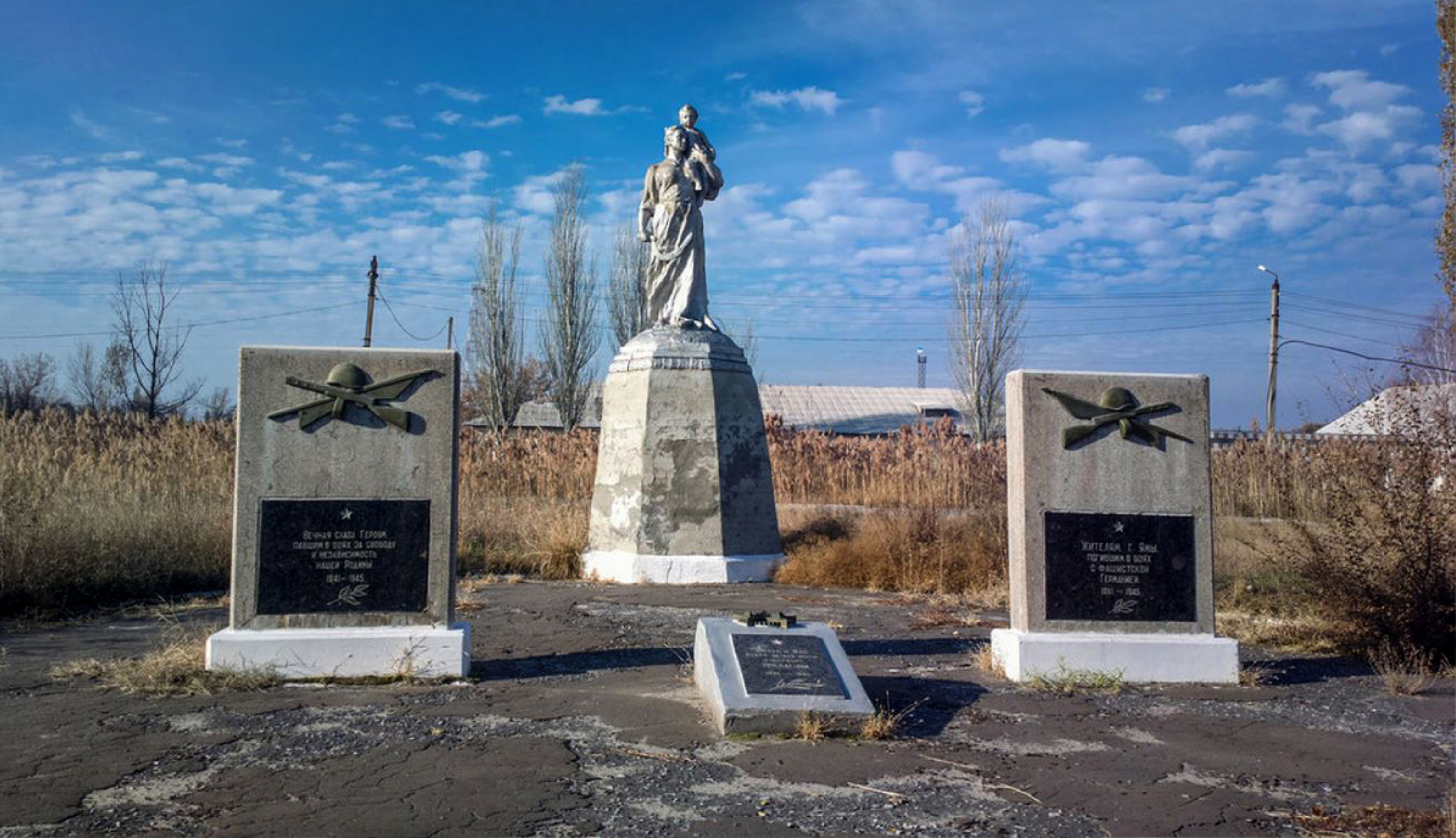
Memorial soviético de la Segunda Guerra Mundial
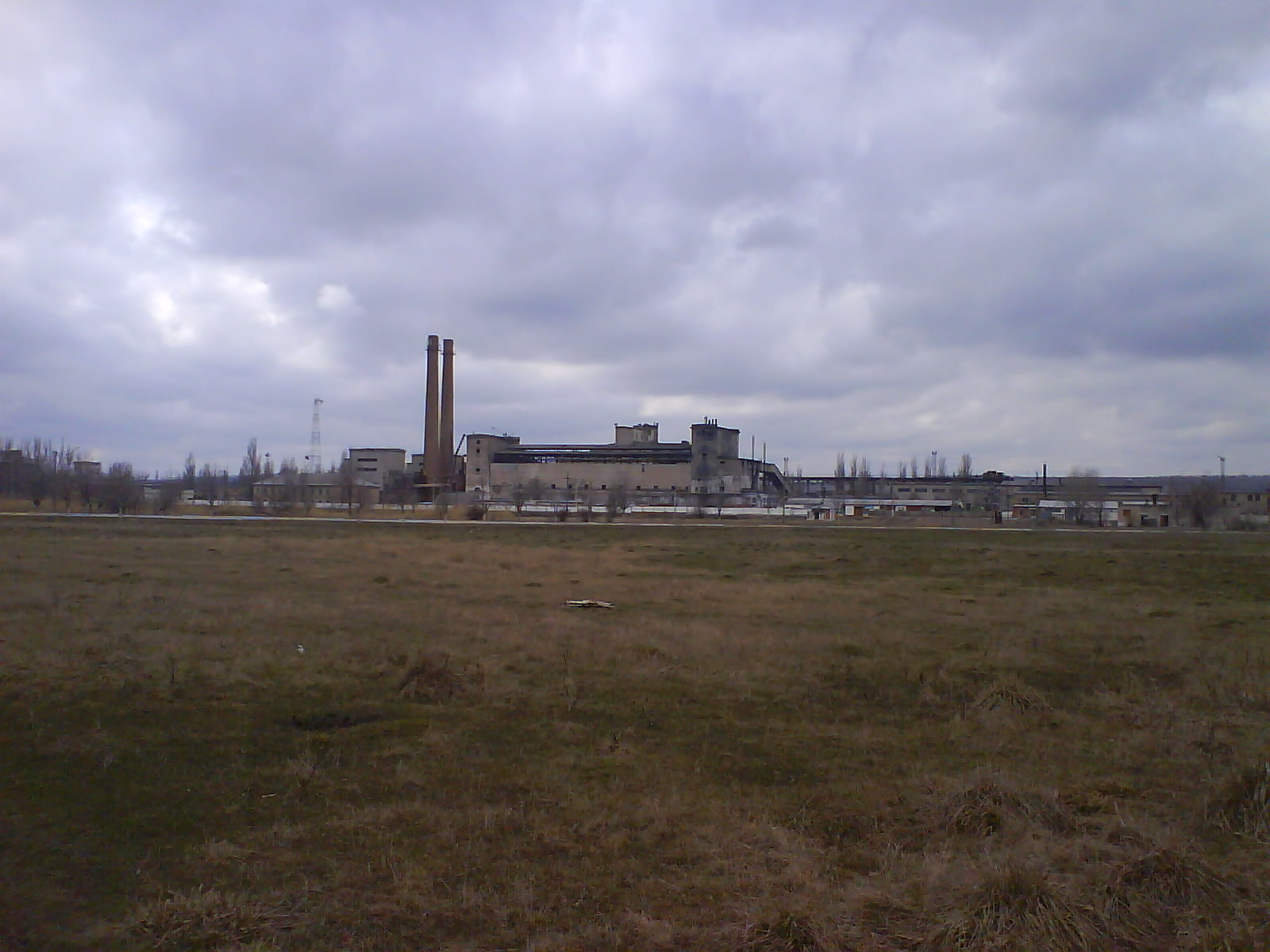
Planta de extracción de dolomita
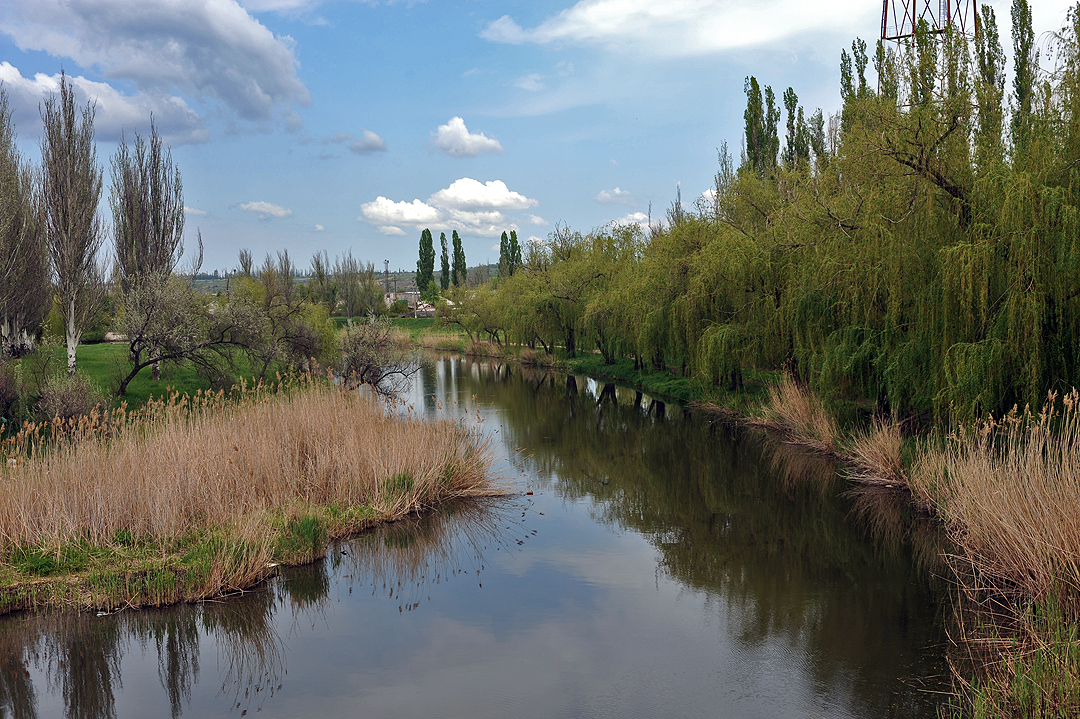
Río Bajmutka cerca de Síversk